# 63 هـ
63 هـ هي سنة في التقويم الهجري امتدت مقابلةً في التقويم الميلادي بين سنتي 682 و683.

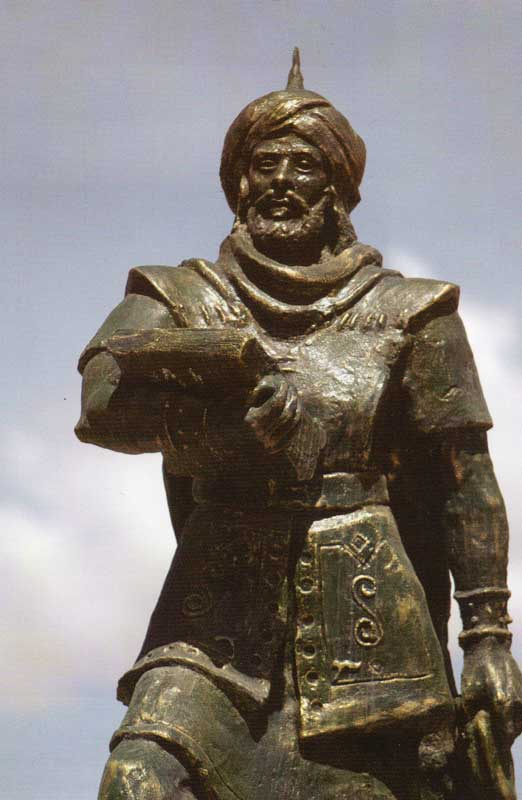
عقبة بن نافع

## أحداث
- معركة الحرة ما بين أهل المدينة الذين قد تمردوا على عثمان بن محمد بن أبي سفيان عامل الخليفة الأموي يزيد بن معاوية، فأرسل لهم جيشاً بقيادة مسلم بن عقبة، فدخل المدينة وأنهى التمرد بها.

## مواليد
- هلال بن أحوز من القادة الشجعان المشهورين في الدولة الأموية.

## وفيات
- أبو ميسرة
- الحارث بن عبد الله بن كعب
- محمد بن أبي الجهم العدوي
- عبد الرحمن بن زهير بن عبد عوف
- عبد الله بن حنظلة
- يعقوب بن طلحة بن عبيد الله
- عقبة بن نافع
- سائب خاثر